# Philoliche nitida
Philoliche nitida är en tvåvingeart som beskrevs av Usher 1968. Philoliche nitida ingår i släktet Philoliche och familjen bromsar. Inga underarter finns listade i Catalogue of Life.